# Leucanthemum sylvaticum
Leucanthemum sylvaticum é uma espécie de planta com flor pertencente à família Asteraceae. 
A autoridade científica da espécie é (Hoffmanns. & Link) Nyman, tendo sido publicada em Syll. Fl. Eur.: 11. 1854-1855.
Os seus nomes comuns são bem-me-quer, bem-me-quer-dos-floristas, margarida-branca, margarida-maior, margarita-maior, olho-de-boi, olho-de-boi-dos-ervanários.

## Portugal
Trata-se de uma espécie presente no território português, nomeadamente em Portugal Continental.
Em termos de naturalidade é endémica da região atrás referida.

## Protecção
Não se encontra protegida por legislação portuguesa ou da Comunidade Europeia.